# Wulften am Harz
Wulften am Harz, innan 1 oktober 2004 enbart Wulften, är en kommun i Landkreis Göttingen i förbundslandet Niedersachsen i Tyskland.
Kommunen ingår i kommunalförbundet Samtgemeinde Hattorf am Harz tillsammans med ytterligare tre kommuner.